# Michael Jeremy Todd
Michael Jeremy Todd (* 14. August 1947 in Chelmsford) ist ein britischer Mathematiker, der sich mit Optimierung und Operations Research befasst.

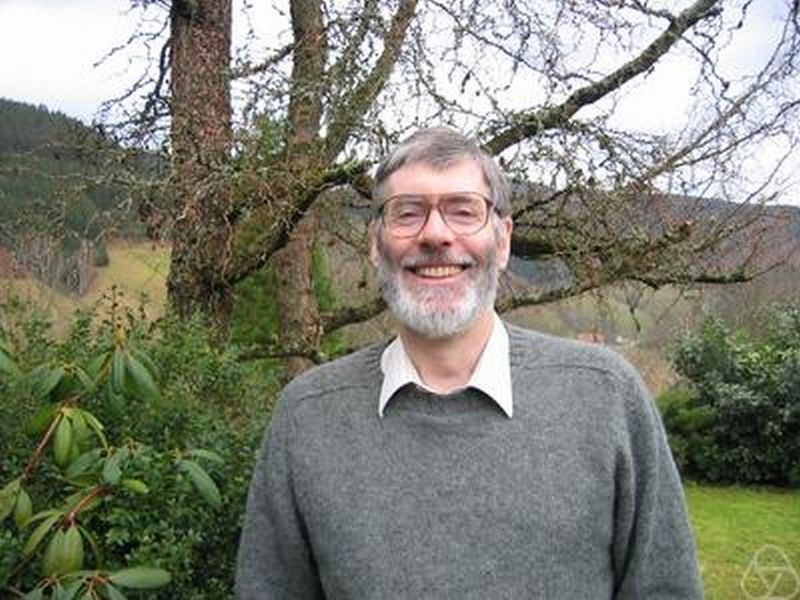
Michael Todd, Oberwolfach 2005

Todd erwarb seinen Bachelor-Abschluss 1968 an der Universität Cambridge und wurde 1972 an der Yale University in Verwaltungswissenschaft (Administrative Science) promoviert (Abstract complementary pivot theory). 1971 wurde er Lecturer und dann Assistant Professor an der University of Ottawa und 1973 Assistant Professor und später Professor für Operations Research und Industrial Engineering an der Cornell University. Seit 1988 ist er Leon C. Welch Professor.
Er befasst sich mit Algorithmen für Lineare Programmierung und Konvexe Optimierung, speziell Semidefinite Programmierung. Er forschte über Homotopie-Methoden, Innere-Punkte-Methoden, probabilistische Analyse von Pivotverfahren und Erweiterung komplementärer Pivot-Verfahren auf orientierte Matroide.
1988 erhielt er den George-B.-Dantzig-Preis und 2003 den John-von-Neumann-Theorie-Preis. 1980/81 war er Guggenheim Fellow und 1981 bis 1985 Sloan Research Fellow. 2015 wurde er Mitglied der National Academy of Engineering.
Er war Herausgeber von Mathematical Programming.

## Schriften
- The computation of fixed points and applications, Lecture Notes in Economics and Mathematical Systems, Springer Verlag 1976
- mit K. C. Toh, R. H. Tütüncü: SDPT3—a MATLAB software package for semidefinite programming, version 1.3, Optimization Methods and Software, Band 11, 1999, 545–581
- mit K. C. Toh, R. H. Tütüncü: Solving semidefinite-quadratic-linear programs using SDPT3, Mathematical Programming, Band 95, 2003, 189–217
- mit Yurii Nesterov: Self-scaled barriers and interior-point methods for convex programming, Mathematics and Operations Research, Band 22, 1997, 1–42
- mit Y. Nesterov: Primal-dual interior-point methods for self-scaled cones, SIAM J. Optimization, Band 8, 1998, 324–364
- Semidefinite Optimization, Acta Numerica, Band 10, 2001, 515–560
- mit R. G. Bland, D. Goldfarb: The ellipsoid method: a survey, Operations Research, Band 29, 1981, S. 1039–1091
- mit Shinji Mizuni, Yinyu Ye: On adaptive-step primal-dual interior-point algorithms for linear programming, Mathematics of Operations Research, Band 18, 1993, S. 964–981
- mit D. Goldfarb: Linear Programming, in Handbooks in Operations Research and Management Science, Band 1, 1989, S. 73–170
- The many facets of linear programming, Mathematical Programming, Band 91, 2002, 417–436
- mit J. E. Mitchell: Solving combinatorial optimization problems using Karmarkar's algorithm, Mathematical Programming, Band 56, 1992, S. 245–284
- Herausgeber mit George Nemhauser, A. H. G. Rinnooy Kan: Optimization, North Holland 1989
- Herausgeber mit Jeffrey Lagarias: Mathematical developments arising from linear programming: proceedings of a joint summer research conference held at Bowdoin College, June 25-July 1, 1988, American Mathematical Society 1990